# Al Simmons
Cette page fait référence au joueur américain de baseball. Pour le personnage de comics, voir Spawn (comics).
Aloysius Harry Simmons (né Aloysius Szymanski le 22 mai 1902 à Milwaukee, Wisconsin, décédé le 26 mai 1956 à Milwaukee, Wisconsin) était un joueur américain de baseball qui a joué 20 saisons en Ligue majeure de baseball.

## Palmarès
- Vainqueur de la Série mondiale : 1929 et 1930 (Athletics de Philadelphie)
- Champion de la Ligue américaine : 1929, 1930 et 1931 (Athletics de Philadelphie)
- Champion de la Ligue nationale : 1939 (Reds de Cincinnati)
- 3 sélections pour le match des étoiles de la Ligue majeure de baseball : 1933-1935 (3 fois titulaires)
- 2 titres de Champion de la moyenne au bâton de la Ligue américaine : 1930 (0,381) et 1931 (0,390)
- 11 saisons consécutives avec une moyenne au bâton supérieur à 0,300 et 100 points produits